# Miączyńscy herbu Suchekomnaty

Herb Miączyńskich – Suchekomnaty

Miączyńscy – szlachecki ród herbu Suchekomnaty, aspirujący do miana magnackiego, który dokonał skutecznej uzurpacji hrabiowskiej w okresie zaborów. 

## Historia

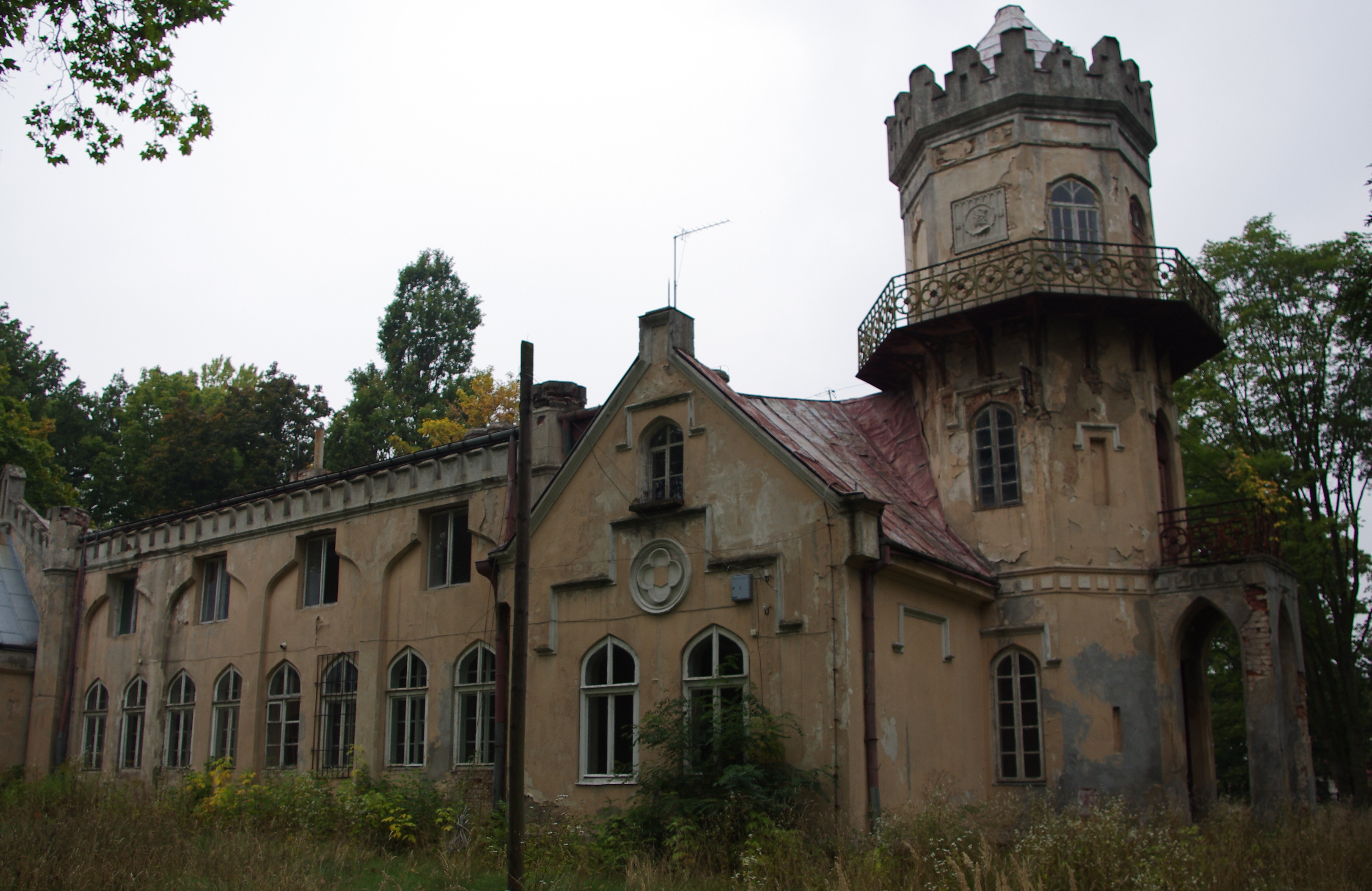
Pałacyk w Wieńcu

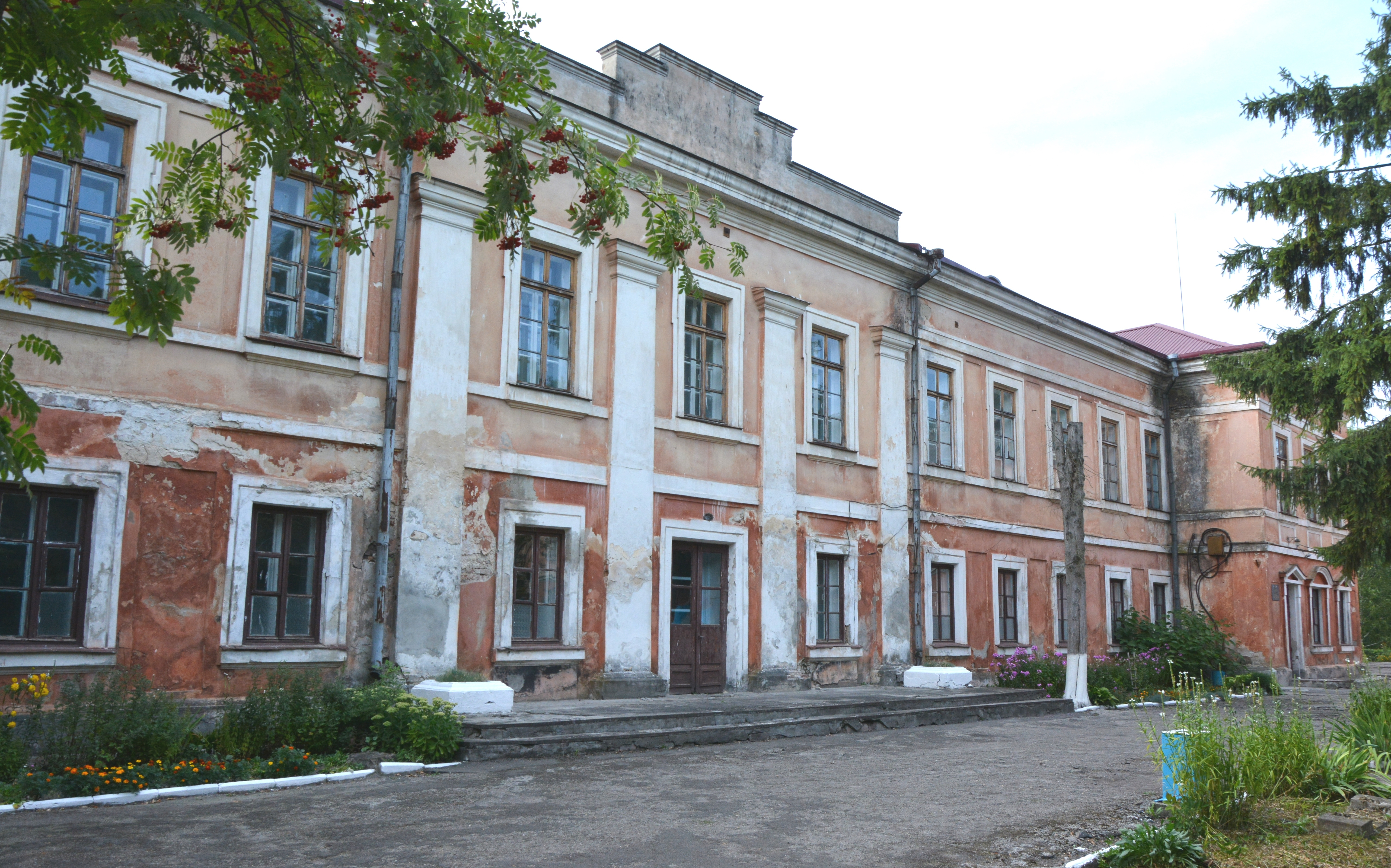
Pałac w Maciejowie

Wedle wzmianek z XIV wieku szczep rycerski używający herb z trąbką myśliwską z krzyżem u góry osiadł na Mazowszu. Już w końcu XIV wieku dziedzice Miączyna zażywali uczt u książąt mazowieckich. 
Jeden ze znanych rodów magnackich I Rzeczypospolitej w XVIII wieku. Ród Miączyńskich wywodzi się z miejscowości Miączyn (Wielki, Mały oraz na Luboradzu) woj. mazowieckie. W pobliżu Szereńska i Ciechanowa. 
Za jednego z przodków rodu uważa się Macieja z Miączyna (wzm. 1360 zm. 1434). Wedle wzmianek w 1421 roku otrzymał od książąt mazowieckich przywileje dla swoich dóbr na prawie niemieckim. Sciborz z Miączyna (stryjeczny brat Macieja) w 1473 roku był starostą makowskim. Pod koniec XV wieku wskutek wielu członków rodu, majątek został podzielony na wiele części. 
Rangę rodu podnieśli wpierw Piotr Miączyński, pułkownik oraz kompan wypraw Jakuba Sobieskiego, a następnie Atanazy Walenty Miączyński, przyjaciel króla Jana III Sobieskiego, wojewoda wołyński. Jego pozycja społeczna spowodowała, iż potomkowie byli spokrewnieni z najznakomitszymi rodami takimi jak Radziwiłłowie herbu Trąby, Potoccy, Ossolińscy herbu Topór, Rzewuscy herbu Krzywda, Czartoryscy herbu Pogoń Litewska. Wśród potomków znaleźli się generałowie, wojewodowie, starostowie, posłowie, uczestnicy Sejmu Wielkiego. Członków rodu, wychowywano w szczególnym duchu patriotycznym. Obecnie ostatnim z linii hrabiowskiej jest Michał Jerzy Miączyński wnuk Jerzego Miączyńskiego.
Dewiza rodu Miączyńskich herbu Suchekomnaty „Gentem ex virtute, virtutem ex gente. Defensor fidei et patriae” z rodu cnota, z cnoty ród. Obrońca wierności i Ojczyzny. 

## Przedstawiciele rodu
- Piotr Miączyński – (XVII) podczaszy czernihowski
- Atanazy Walenty Miączyński (ur. 1639, zm. 1723) – podskarbi koronny nadworny, wojewoda wołyński
- Antoni Miączyński (ur. 1691, zm. 1774) – wojewoda podlaski
- Piotr Michał Miączyński (ur. 1695, zm. 1776) – wojewoda czernihowski
- Adam Kajetan Miączyński (1725–1799) – ostatni pisarz polny koronny
- Józef Bonawentura Miączyński -  generał major wojsk koronnych,
- Józef Miączyński (1740–1800) - generał adiutant króla Stanisława Augusta
- Józef Miączyński – generał wojsk francuskich
- Jerzy Miączyński – Kapitan WP, dr praw, wiceburmistrz Jarosławia
- Ignacy Miączyński (1760–1809) – poseł do Napoleona I
- Ignacy Miączyński (1767–1840) - prezes Senatu w czasie powstania listopadowego, rezydent rosyjski w Rzeczypospolitej Krakowskiej
- Kazimierz Piotr Michał hr. Miączyński (1827–1905)[2]
- Kajetan Adam Miączyński (ur. ok. 1751, zm. 1801) – generał inspektor, członek Sejmu Wielkiego
- Mateusz Miączyński (1799–1863) – członek Stanów Galicyjskich
- Stanisław Adam Miączyński (1780–1845) – generał, adiutant księcia Józefa Poniatowskiego[3]
- Mieczysław Miączyński (1818–1887) – Członek Towarzystwa Rolniczego w Królestwie Polskim
- Piotr August hr. Miączyński – szambelan JKMci, kawaler Orderu św. Stanisława, starosta krzepicki
- Andrzej Miączyński (1876-1937) – pułkownik łączności Wojska Polskiego
- Maria Aniela Miączyńska de Pourbaix – wraz z córką Zofią de Pourbaix prowadziła punkt przerzutowy Armii Krajowej w Szczawnicy
- Jan Antoni Miączyński – historyk sztuki